# Escape Velocity (film)
Pour les articles homonymes, voir Escape Velocity.
Pour plus de détails, voir Fiche technique et Distribution.
Escape Velocity est un film canadien réalisé par Lloyd A. Simandl, sorti en 1998.

## Synopsis
Un astronaute psychotique est envoyé dans un laboratoire perdu au milieu de l'espace, où se trouve déjà un scientifique, sa femme et sa fille. Comment va se passer la cohabitation entre ces quatre personnes très différentes ? 

## Fiche technique
- Titre : Escape Velocity
- Réalisation : Lloyd A. Simandl
- Scénario : Paul A. Birkett, avec l'aide de Mike Rohl
- Production : Michelle Gahagan et Lloyd A. Simandl
- Musique : Peter Allen
- Photographie : Vladimír Kolár
- Montage : Derek Whelan
- Décors : John Nyomarkay
- Costumes : Eva Stanek
- Pays d'origine : Canada, République tchèque
- Format : Couleurs - 1,85:1 - Dolby Digital - 35 mm
- Genre : Action, science-fiction et thriller
- Durée : 100 minutes
- Dates de sortie : 1998 (Canada), 28 novembre 1999 (sortie vidéo États-Unis)

## Distribution
- Wendy Crewson : Billie, la mère de Ronnie
- Patrick Bergin : Cal, le capitaine du Harbinger
- Peter Outerbridge : Lee Nash / Carter
- Michelle Beaudoin : Ronnie / Veronica
- Patrik Stanek : Jansen, un prisonnier
- Pavel Bezdek : Lars, un prisonnier
- Emil Linka : Glenn, un prisonnier
- Gerard Whelan : Liam, un prisonnier
- David Nykl : Russell, le prêtre
- Robert Russell : Mesa Verde, un surveillant
- Mike McGuffie : le bourreau

## Autour du film
- Le tournage s'est déroulé à Milín, en République tchèque.